# Мостовая

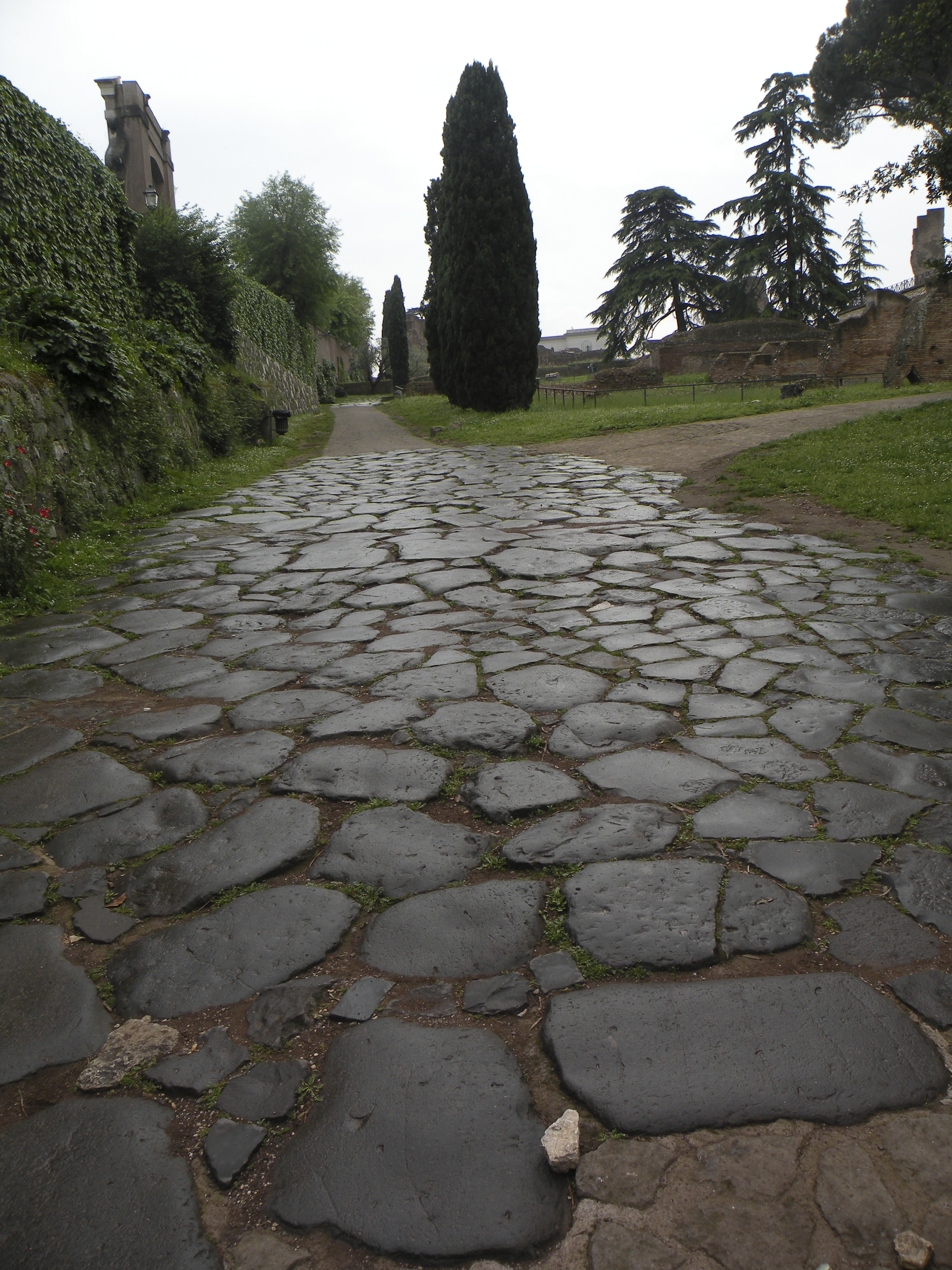
Остатки мощёной римской дороги на Палатин.

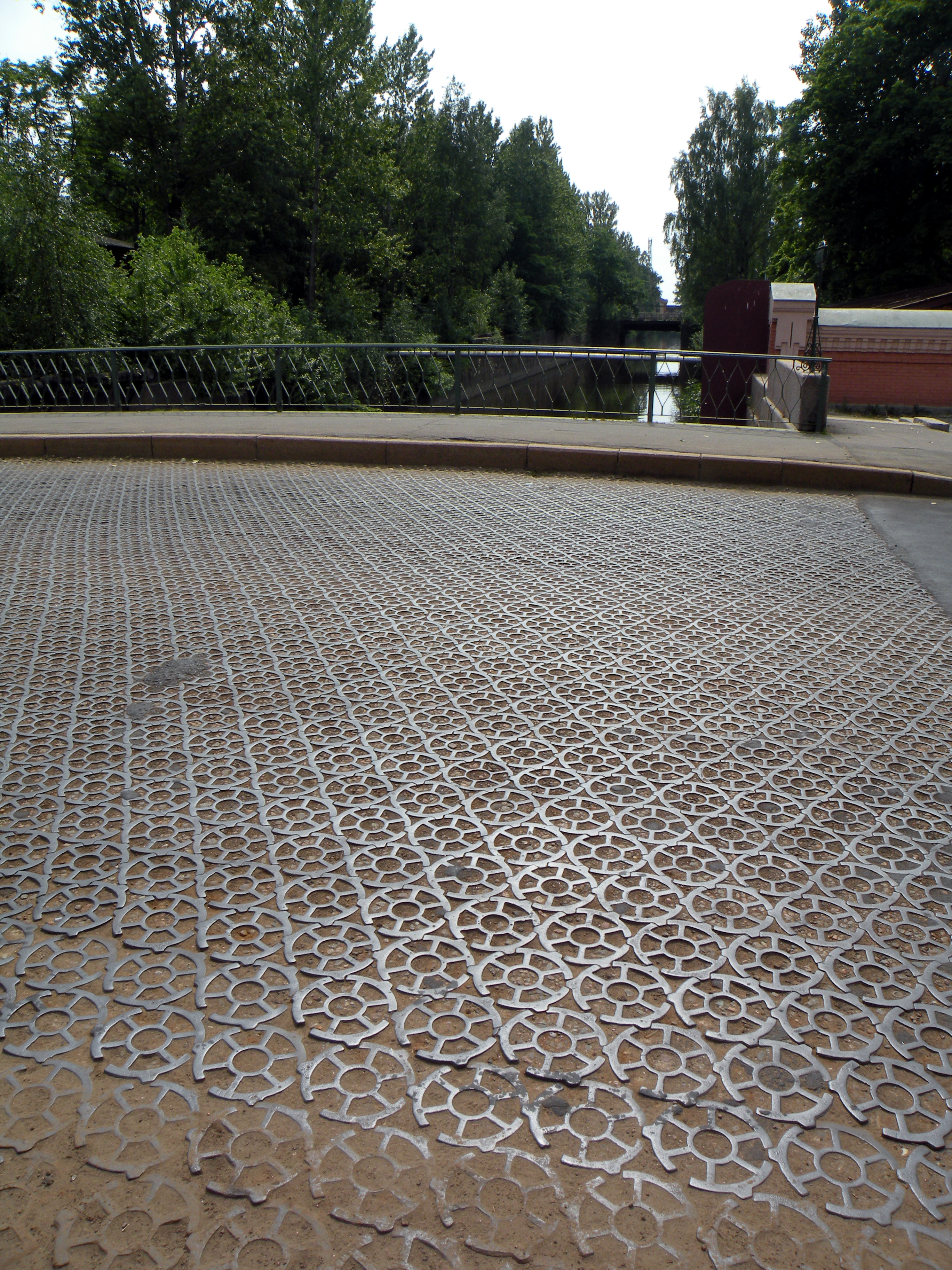
Кронштадт. Чугунная мостовая.

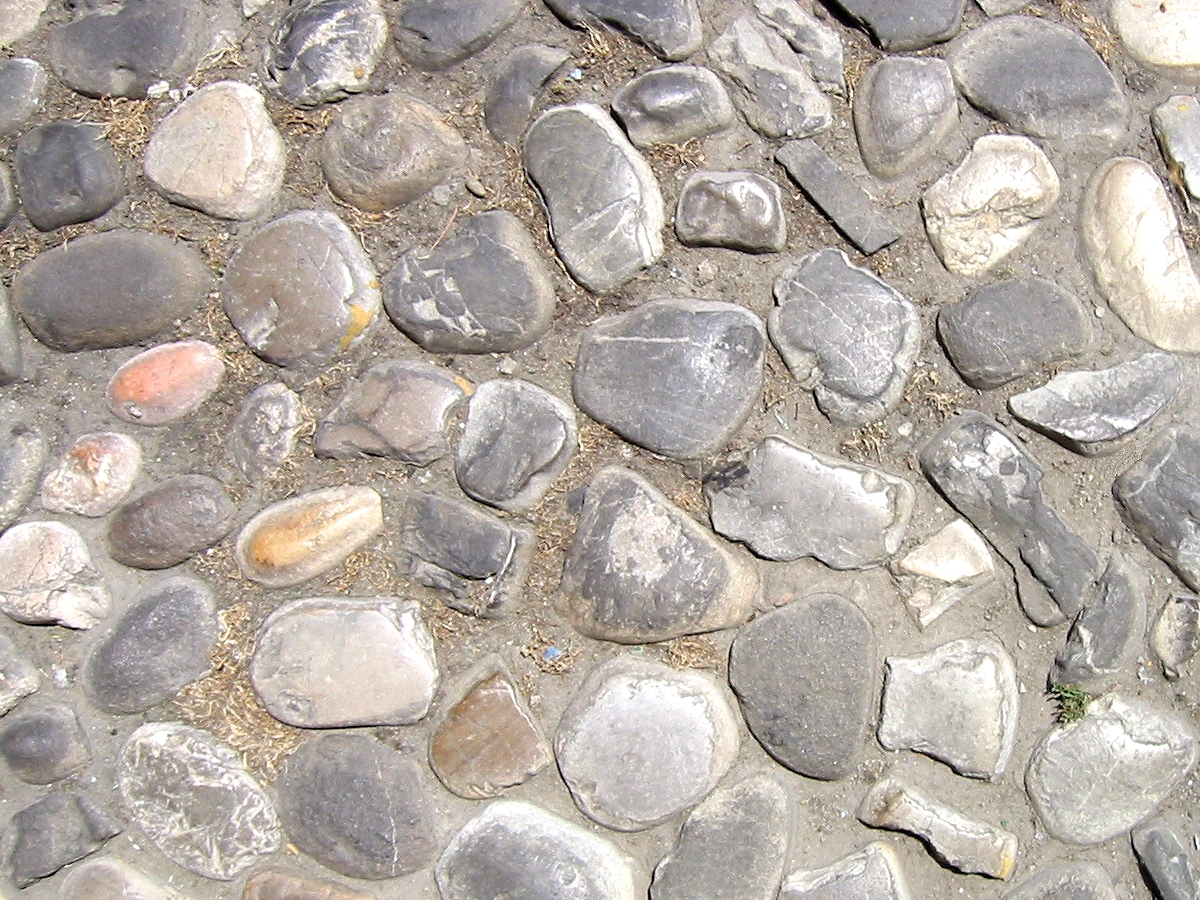
Булыжная мостовая.

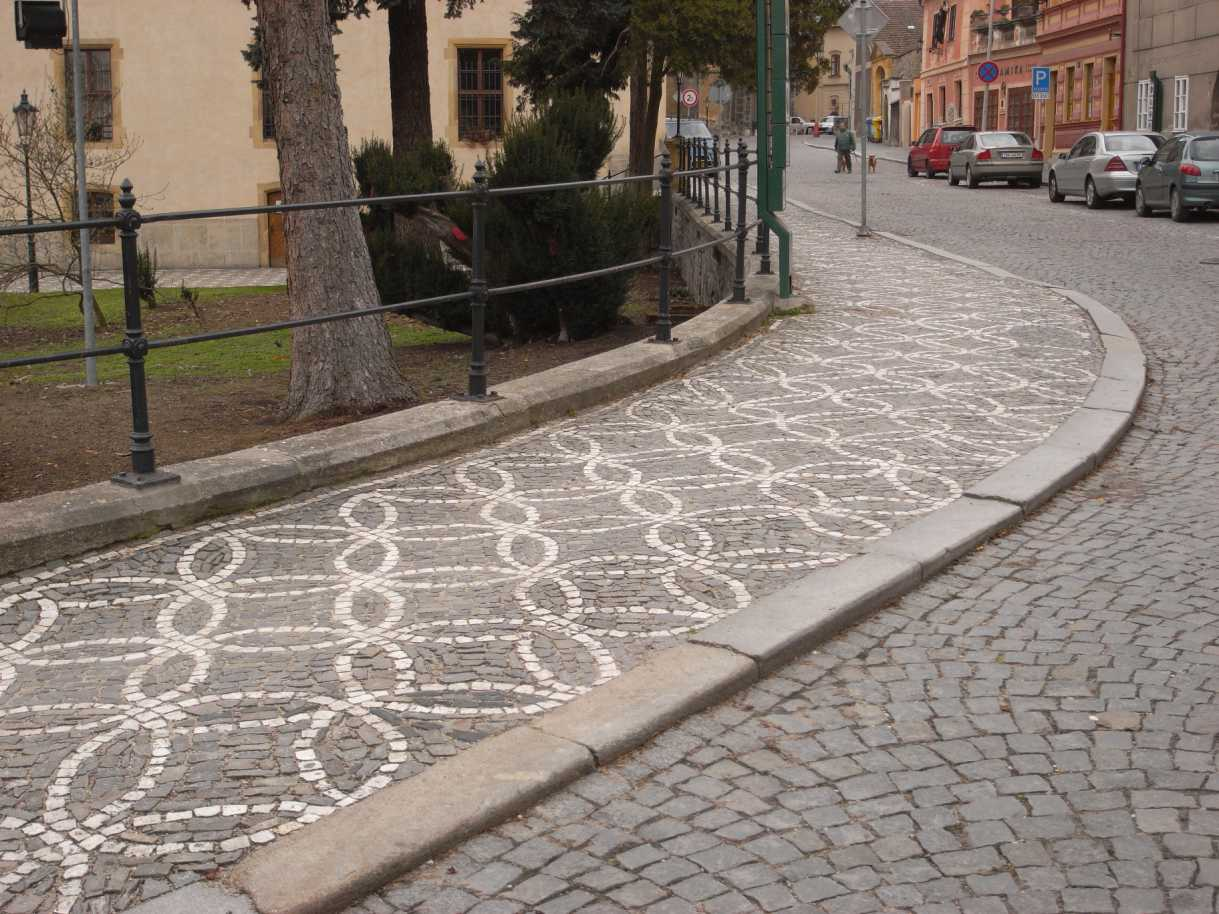
Каменные тёсанные мостовые дорога и тротуар, мощёные мозаичной шашкой (в просторечии брусчатка), разделённые гранитным бортовым камнем, в Кутна-Гора.

Мостова́я — твёрдое дорожное покрытие (одежда) городских улиц и некоторых дорог (мощёная дорога) из различных строительных материалов.
В России также «мостовая» — составная часть исторических названий некоторых улиц, первоначально свидетельствовавшая о наличии у последних твёрдого покрытия. Примеры: Большая Тверская мостовая улица, Большая мостовая Никитинская улица В России существовала мостовая повинность (Мостовщина), обязанность домовладельцев, в городах, содержать мостовые. В 1692 году на Руси (в России) велено было мостить московские улицы камнем, до этого они были как правило деревянные, а в 1705 году повинность за мощение московских улиц была разложена на всё Русское государство.

## История
Твёрдое мощёное дорожное покрытие улиц и дорог является отличительной чертой древнеримской культуры. Первое, с чего начинали римляне при освоении захваченных территории, было создание соответствующей инфраструктуры, для быстрой переброски войск, в виде дорог, организации водоснабжения и канализации. Такова, например, дорога на Палатин в древнем Риме.
Хорошо сохранились мостовые и в развалинах Помпеи, свидетельствующие о пристальном внимании её жителей к созданию необходимых удобств при передвижении по улицам. Например путём пространственного разделения собственно мостовой для движения повозок и прототипа современного тротуара для пешеходов.
В богатых лесом районах России пешеходные дороги нередко делали дощатыми. Характерный пример — деревянные мостовые Великого Новгорода, наслаивавшиеся друг на друга в течение нескольких веков. Эта традиция сохранилась в Архангельске, таёжных посёлках и не только, до настоящего времени. Что касается проезжей части улиц, то исторически первым способом их мощения было использование необработанного камня — булыжника.
На I съезде деятелей по шоссейному делу который состоялся 28 января 1914 года Министр путей сообщения Российской империи С. В. Рухлов так охарактеризовал сеть дорог в России по типу покрытия:
- 4 % составляют шоссейные дороги;
- 2 % — мощёные дороги;
- 94 % — грунтовые дороги.

## Типы
Мостовые бывают:
- булыжная (из неправильных мелких камней);
- каменная тёсанная (из четырёхугольного тёсанного гранита, песчаника, известняка или кубиков искусственной каменной массы):
  - мозаичная, мозаиковая или рижская шашка, в германских государствах — клейнпфлястер[7][8] (kleinpflaster), мощение каменными кубиками малого размера, размер грани примерно 8 — 10 сантиметров. Обычно их мостили вразбежку, и получался характерный рисунок в виде широких дуг. В России, в дорожном строительстве, мощение шашкой было широко распространено до середины XX столетия, наряду с асфальтом;
- асфальтовая;
- торцовая (из деревянных шестигранных пластинок, укладываемых плотно как паркет).

### Булыжная мостовая
Булыжные мостовые, из камней неправильного вида (формы), чаще всего применялись в России, вследствие дешевизны её устройства и ремонта, по отношению к другим типам мостовых, и появились они в конце XVII века, в 1692 году было велено мостить московские улицы камнем. В 1714 году для мощения улиц в Петербурге было велено собирать дикий камень. Суда, приходившие в город через Ладожское озеро, в зависимости от своей величины должны были привозить 10, 20 или 30 камней. Каждая крестьянская подвода — 3 камня весом в 5 фунтов. За неисполнение указа за каждый камень налагался штраф в размере одной гривны. В 1716 году всем петербургским домовладельцам было указано мостить улицу перед домом шириной в сажень, а с 1718 года ширина мостовых была увеличена ещё на два аршина. Одним из первых распоряжений назначенного в 1718 году генерал-полицмейстером Петербурга А. Э. Девиера были правила мощения улиц: 
Каждому жителю против своего двора посыпать песком и камнем мостить гладко, как будет показано от мастеров, и чтобы были твердо утверждены, дабы весною и в дожди не заносило.
 Первые петербургские булыжные мостовые отличались очень низким качеством покрытия. Вскоре однако мощение улиц в Петербурге приостановилось, так как распространился слух, что по улицам города будут прорыты каналы.
Со временем булыжные мостовые начали заменять брусчаткой, а затем асфальтовым покрытием.

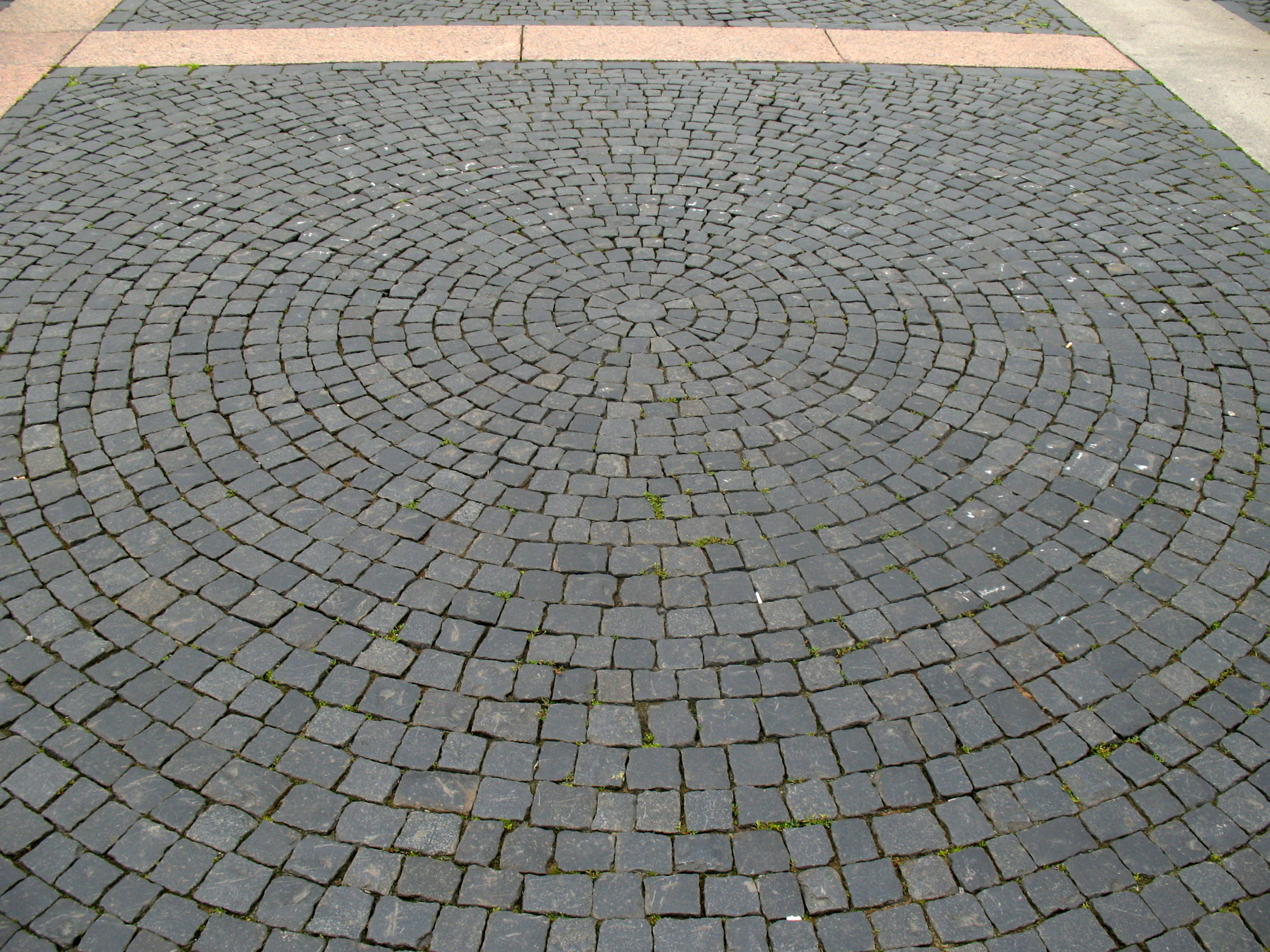
Каменная тёсанная мостовая, мощёная мозаичной шашкой (в просторечии брусчатка), на Дворцовой площади, Россия.

### Каменная тёсанная мостовая
Каменные тёсанные мостовые (из четырёхугольного тёсанного гранита, песчаника, известняка или кубиков искусственной каменной массы) были более трудоёмки, вследствие их устройства и ремонта, а соответственно и стоимости. Каменотёсные мостовые выполнявшиеся из обычного грубо обработанного камня, тёсанного или пиленного (а впоследствии и искусственно изготовленного), до приблизительно квадратной или прямоугольной формы уложенного на песчаную подушку в особом порядке, так чтобы обеспечить максимально ровную и гладкую поверхность улицы, площади или дороги. Поверхности кубиков, брусков и плитки, особенно пиленых, иногда подвергаются шлифовке.
В России, в дорожном строительстве, была широко распространена, до середины XX столетия, наряду с асфальтом, и усовершенствованная мостовая, то есть мощённая мозаичной (мозаиковой или рижской) шашкой, из гранитных кубиков, выложенная дугами.

### Асфальтовая мостовая
Начиная с середины XIX века во Франции, Швейцарии, и ряде других государств мостовые начинают делать с применением асфальта. В 1830-х годах асфальтовое покрытие (смесь асфальта с щебнем) было впервые применено для покрытия тротуаров парижского Королевского моста. Примерно тогда же были покрыты тротуары на лионском мосту Моран через реку Рона.
Летом 1839 года в Санкт-Петербурге были покрыты тротуары на протяжении 45,5 погонных сажень шириной 5 футов (97,08 × 1,52 метра) и часть моста длиной 8,5 и шириной 6,5 футов (2,59 × 1,98 м) у дамбы Тучкова моста. В 1876 году Московская городская дума ассигновала 50 000 рублей на проведение эксперимента по устройству асфальтобетонного покрытия: на Тверской улице построили несколько участков из данного материала.

### Торцовая мостовая
В Петербурге до 1924 года главные улицы, в том числе Невский проспект, были замощены то́рцами — шестигранными (шестиугольными) деревянными шашками (колодками), которыми наторе́ц выстилают, мостят улицы. Такую технологию покрытия дорог в 1820 году впервые предложил действительный статский советник Василий Петрович Гурьев, служивший в Петербургском комитете городских строений. Новое дорожное покрытие было не только красиво, но и обеспечивало плавное и бесшумное движение транспорта: «Все дома на Невском проспекте избавились от беспрестанного дрожания, которое повреждало их прочность. Жители успокоились от стуку, лошади ощутили новые силы и, не разбивая ног, возят теперь рысью большие телеги. Экипажи сохраняются, а здоровье людей, особливо нежного пола, получило новый быт от приятной езды». В Москве торцовые мостовые были выложены в 40-х годах 19-го столетия, затем появились в Лондоне, Париже и в других крупных городах Европы и Америки.
Деревянными торцами улицы Петербурга мостили почти 100 лет, ими покрывались наиболее богатые части города. В то же время такие мостовые требовали периодического обновления, то есть постоянного финансирования. Содержание торцовой улицы в чистоте было проблематично, а во время наводнений деревянные торцы покрытия вспучивались и всплывали. Движение грузовых обозов (ломовиков) по торцовым мостовым было либо запрещено, либо ограничивалось несколькими часами в сутки. Ломовики проезжали по улицам, замощённым булыжником. На улицах, по которым систематически передвигались тяжёлые грузы, иногда использовали металл. Таковы чугунные мостовые Кронштадта.